# Гусманов, Узбек Гусманович
Узбе́к Гусманович Гусманов  (13 августа 1935 — 25 сентября 2016 года) — советский и российский экономист, доктор экономических наук, профессор, член-корреспондент РАСХН (1997) и РАН (2014), академик Академии наук Республики Башкортостан с 1991 года.

## Биография
Родился в деревне Таймурзино Дюртюлинского района Башкирской АССР. По окончании школы уехал в Свердловск и поступил на работу грузчиком-экспедитором на машиностроительный завод, одновременно — на подготовительное отделение в вуз.
Жил в частном секторе, так как институт имел общежития барачного типа с комнатами на 12 человек. Занимался спортом, был членом сборных команд «Урожай» и «Буревестник». Самостоятельно научился играть на баяне и пианино.
"Девиз нашей семьи - жить своим трудом! Труд - основа нашего богатства, а наше богатство - это наше образование, квалификация, компетентность, востребовательность".
В 1959 году окончил Башкирский сельскохозяйственный институт. После окончания института с 1959 по 1962 годы работал зоотехником и одновременно заместителем председателя колхоза им. Ленина Дюртюлинского района Башкирской АССР. В 1962 году поступил в аспирантуру Башкирского филиала АН СССР (научный руководитель проф. М. Такумбетов). В годы обучения в аспирантуре в составе команды экономистов был чемпионом Башкирского филиала Академии Наук СССР по шахматам.
В 1966 году защитил кандидатскую диссертацию в Институте экономики АН СССР.
Затем работал научным сотрудником, заведующим сектором хозяйственного механизма отдела экономических исследований Башкирского филиала АН СССР. С 1989 по 1997 годы — заведующий кафедрой экономики сельского хозяйства Башкирского государственного аграрного университета и одновременно академик-секретарь (с 1992 г.) Отделения сельскохозяйственных наук АН Республики Башкортостан.
С 1998 года — председатель Башкирского научного центра РАСХН, одновременно  — профессор кафедры экономики сельского хозяйства Башкирского государственного аграрного университета, академик-секретарь Отделения сельскохозяйственных наук АН РБ (1991—2006), академик-секретарь Отделения биологических, медицинских и сельскохозяйственных наук АН РБ (с 2006 года), председатель Башкирского научного центра РАСХН — АН Республики Башкортостан с 1998 года.
Область научных интересов — аграрная экономика, организация труда на производстве. Им были разрабооаны положения по организации и оплате труда в колхозах и совхозах Башкирской АССР, механизмы по совершенствованию размещения и специализации производства продукции сельского хозяйства в рыночных условиях. Типовое положение об оплате труда колхозников было распространено во всех районах СССР.
Являлся одним из организаторов Академии наук Республики Башкортостан, основателем научной школы в аграрной экономики.
Подготовил 5 докторов и 38 кандидатов наук.

## Семья
Женился в 1970 году, два сына, четыре внука. Увлекался пчеловодством. Дети также учились в аграрном институте в Уфе. Ныне они — доктора экономических наук.

## Звания и награды
Орден Дружбы(2006).
Член-корреспондент РАСХН, академик АН Республики Башкортостан, доктор экономических наук, профессор, почетный академик АН Республики Татарстан (2008), почетный профессор Уральской сельскохозяйственной академии, заслуженный деятель науки РФ и Башкирской АССР.
Премия АН Республики Башкортостан имени М.И. Такумбетова (2006).

## Научные работы
Являлся автором и соавтором более 250 научных работ, в том числе около 50 книг и одного изобретения.
- «Проблемы экономического стимулирования совхозного производства» / Соавт. М. Л. Мурасов. — Уфа: Башкнигоиздат, 1976. — 158 с.
- «Стимулирование конечных результатов труда в сельском хозяйстве». — М.: Профиздат, 1984. — 160 с.
- «Система ведения агропромышленного производства в Республике Башкортостан» / Соавт.: М. С. Губайдуллин и др. — Уфа: Гилем, 1997. — 415 с.
- «Производительность труда в сельском хозяйстве и её факторный анализ» / АН Респ. Башкортостан. — Уфа, 2000. — 165 с.
- «Реформа социальной сферы села (сущность и основные направления)». — М.: Колос, 2000. — 88 с.
- «Арендные отношения в развитии сельского хозяйства». — Уфа: Гилем, 2001. — 165 с.
- «Формирование доходов и мотивация труда работников сельского хозяйства». — Уфа, Гилем, 2002. — 160 с.
- «Стимулирование конечных результатов труда в сельском хозяйстве». М.: Профиздат, 1984.
- «Система ведения агропромышленного производства в Республике Башкортостан». Уфа: Гилем, 1997 (соавтор).
- «Научно-методические основы оптимизации производства в зерновом хозяйстве и растениеводстве». М.: РАСХН, 2005 (соавтор).
- «Агропромышленный комплекс региона (состояние, проблемы и решения)». М.: РАСХН, 2006.